# Îles Matsu
Pour les articles homonymes, voir Matsu (homonymie).
Les îles Matsu ou archipel Mazu (chinois traditionnel : 馬祖列島 ; pinyin : mǎzǔ lièdǎo ; zhuyin : ㄇㄚˇ ㄗㄨˇ ㄌ〡ㄝˋ ㄉㄠˇ ; dialecte de Fuzhou : mā-cū liĕk-dō̤or) est un archipel de 36 îles et îlots de la mer de Chine orientale administrés sous le comté de Lienchiang (連江縣, Liánjiāng Xiàn ; Lièng-gŏng-gâing) au sein de la province du Fujian, dans la république de Chine (Taïwan). C'est le comté le plus petit toujours administré par la république de Chine et sa capitale est la ville de Nangan.
Seule une petite partie de ce qui constitue historiquement le comté de Lienchiang est sous le contrôle de la république de Chine. La république populaire de Chine (RPC) administre la partie historique du comté en Chine continentale sous le nom de comté de Lianjiang qui revendique l'ensemble de l'archipel sous le comté de Mazu (馬祖, mǎzǔ xiāng ; dialecte de Fuzhou : mā-cū-hiŏng).
L'archipel est un lieu touristique important classifié en tant que National Scenic Area.

## Toponymie
Le nom de « Lienchiang » est dérivé du nom original du comté de Lianjiang de la province du Fujian en Chine continentale. En avril 2003, les autorités du comté ont commencé à envisager de changer le nom en comté de Matsu pour éviter toute confusion avec le comté du même nom que sur le continent. Mais certains habitants locaux s'opposèrent au changement de nom, estimant que cela reflétait le point de vue pro-indépendantiste du Parti démocrate progressiste. 

## Histoire

### Dynastie Yuan
Des continentaux du Fujian et du Zhejiang commencèrent à s'implanter sur l'archipel au cours de la dynastie Yuan. La majorité de la population habitant sur les îles Matsu provenait de Houguan (侯官) (aujourd'hui comté de Changle (長樂縣 ; dialecte de Fujian: Diòng-lŏ̤h-gâing), dans la province du Fujian). L'engouement pour la pêche au filet avait établi la base pour le développement du peuplement Fuao et de l'industrie de la région au cours de plusieurs siècles.

### Dynastie Ming
Il apparaît que certains membres d’équipage de Zheng He auraient séjourné temporairement sur les îles.

### Dynastie Qing
Au début de la dynastie Qing, des pirates se réunissaient sur les îles, ce qui forçait les résidents à partir temporairement. Contrairement à Taiwan et aux Pescadores, les îles Matsu ne furent pas cédées à l'empire du Japon, par le biais du traité de Shimonoseki en 1895. Elles n'étaient non plus occupées par les troupes japonaises au cours de la Seconde Guerre mondiale parce qu’elles n’étaient pas militairement importantes. En raison de son emplacement stratégique sur le seul itinéraire de la route des épices, les Britanniques construisirent le phare de Dongyong sur l'île de Dongyin en 1912 pour faciliter la navigation des navires. 

### République de Chine
En 1911, la dynastie des Qing fut renversée après la révolution Xinhai du 10 octobre 1911 qui vit la proclamation de la république de Chine le 1er janvier 1912. Les Matsu furent administrées par la suite sous la province du Fukien de la république de Chine. À la suite du putsch de Canton par Tchang Kaï-chek et surtout lors du massacre de Shanghai que celui-ci provoque, le 1er août 1927 éclate le soulèvement de Nanchang entre le Parti nationaliste chinois (Kuomintang) au pouvoir et le Parti communiste chinois (PCC) et marque le début de la Guerre civile chinoise. Après des années de guerre, le PCC réussit à conquérir la Chine continentale aux mains du Kuomintang et établit la république populaire de Chine (RPC) le 1er octobre 1949, couvrant également le comté de Lianjiang de la province du Fujian. Le Kuomintang se retira par la suite de la Chine continentale à Taiwan à la fin de l'année 1949.
Après sa retraite, le Kuomintang, dirigé par Tchang Kaï-chek, conserve la partie maritime du comté de Lianjiang concernant les îles Matsu mais aussi toutes les îles du comté de Kinmen. En juillet 1958, la RPC regroupa ses forces armées en face des deux îles et commença à les bombarder le 23 août, déclenchant la Seconde crise du détroit de Taiwan. Le 4 septembre 1958, la RPC annonça l’extension de ses eaux territoriales de 20 kilomètres afin d’inclure les deux îles. Toutefois, après des pourparlers entre les États-Unis et la RPC à Varsovie en Pologne plus tard dans le mois, un cessez-le-feu fut convenu et le statu quo réaffirmé. 
L’expression « Quemoy et Matsu » fit partie du langage de la politique américaine lors de l’élection présidentielle de 1960. Au cours des débats, les candidats, le vice-président Richard Nixon et le sénateur John F. Kennedy, s’engagèrent à faire intervenir, si nécessaire, les forces armées pour protéger Taïwan contre une invasion de la RPC, laquelle ne fut pas reconnue comme gouvernement légitime par les États-Unis. Mais les deux candidats avaient des opinions différentes sur l’opportunité d’utiliser les forces militaires pour protéger les positions avancées de Taiwan ainsi que les îles Kinmen et Matsu. En fait, le sénateur Kennedy déclara que ces îles, d'une distance de 9 km au large des côtes chinoises et d'environ 170 kilomètres de Taiwan, sont stratégiquement indéfendables et ne sont pas essentielles à la défense de Taiwan. Au contraire, le Vice-président Nixon maintenait que comme Kinmei et Matsu figuraient dans la « zone de liberté », elles ne devaient pas être abandonnées aux communistes pour une question de « principe ».
L'auto gouvernance du comté reprit en 1992 après la normalisation de la guerre politique avec le continent et l’abolition de l’Administration du champ de bataille le 7 novembre 1992. Par la suite, le nombre de constructions locales progressa énormément. En 1999, les îles furent nommées sous l'Administration de la Zone panoramique nationale des Matsu. En janvier 2001, des liaisons directes en cargo et des transports de passagers débutèrent entre les Matsu et la province du Fujian de la république populaire de Chine. Depuis le 1er janvier 2015, les touristes de Chine continentale peuvent directement demander le permis de sortie et d'entrée à leur arrivée aux Matsu. Ce privilège s’applique également aux îles Pescadores et à Kinmen afin de stimuler le tourisme dans ces îles périphériques de Taiwan.

## Géographie

### Géographie physique
Les îles Matsu sont situées en mer de Chine orientale et  comprennent 19 îles et îlots, dont cinq îles principales. Elles se nomment Nangan, Dongju, Xiju (ces deux dernières étant dans la commune de Juguang), Beigan et Dongyin. Les îles mineures incluent Liang (亮島), Gaodeng (高登), Daqiu (大坵) et Xiaoqiu (小坵), qui appartiennent toutes à la commune de Beigan.
Dongyin est l'île la plus septentrionale et Dongju est la plus méridionale. Elle se situe à 190 km de Keelung à Taiwan, à 180 km des îles Pescadores et à un peu plus de 19 km de la Chine continentale. Le sol n’est pas idéal pour les activités agricoles. Le point le plus élevé est à Beigang, culminant à 298 m.
Îles principales :
- Nangan : 10,43 km2
- Beigan : 8,86 km2
- Dongyin : 4,35 km2
- Juguang

### Climat
La température annuelle moyenne s'élève à 18,6 °C, la moyenne faible étant de 13 °C et la moyenne élevée de 29 °C. La température quotidienne varie considérablement au cours de la nuit et du jour. La région connaît un climat maritime subtropical, influencé par la mousson, les courants océaniques et sa situation géographique. Les îles Matsu ont quatre saisons, où l'hiver est froid et humide, où l'été et le printemps connaissent un temps brumeux et où l’automne est marquée par une météo généralement stable,.

## Gouvernement
Les îles Matsu sont administrées sous le comté de Lienchiang au sein du gouvernement de la province du Fujian. Le canton de Nangan est le siège du comté et abrite le gouvernement du comté de Lienchiang ainsi que le conseil du comté de Lienchiang. Le comté est dirigé par un magistrat élu tous les quatre ans lors des élections locales de la ROC. Le magistrat titulaire se nomme Liu Cheng-ying affilié au Kuomintang.

### Subdivisions administratives
Le comté de Lienchiang est subdivisé en 4 cantons ruraux. Il est également subdivisé en 22 villages ainsi qu'en 137 quartiers (鄰). Le comté de Lienchiang constitue le seul comté de Taïwan n'ayant aucun canton urbain.
| Nom               | Chinois | Wade-Giles         | Pinyin        | Dialecte de Fuzhou |
| ----------------- | ------- | ------------------ | ------------- | ------------------ |
| Canton de Beigan  | 北竿鄉  | Pei³-kan¹Hsiang¹   | Běigān xiāng  | Báe̤k-găng hiŏng    |
| Canton de Dongyin | 東引鄉  | Tung¹-yin³Hsiang¹  | Dōngyǐn xiāng | Dĕ̤ng-īng hiŏng     |
| Canton de Juguang | 莒光鄉  | Chü³-kuang¹Hsiang¹ | Jǔguāng xiāng | Gṳ̄-guŏng hiŏng     |
| Canton de Nangan  | 南竿鄉  | Nan²-kan¹Hsiang¹   | Nángān xiāng  | Nàng-găng hiŏng    |

Tous les cantons, sauf Juguang, sont nommés d’après la plus grande île dans sa zone de compétence, mais la plupart d'entre eux comprennent également d’autres îlots.

### Politique
Les résidents du comté de Lienchang, ayant un siège au Yuan Législatif, ont élu leur représentant, affilié au Kuomintang, lors des élections législatives de la république de Chine de 2016. 

## Démographie

### Population
La majorité des résidents natifs des îles Matsu sont venus du nord du Fujian. Plusieurs îles des Matsu ne sont pas habitées de manière permanente. Mais certaines abritent des garnisons de soldats des forces armées de la république de Chine stationnées dans le comté depuis la fin de la Guerre civile chinoise de 1949 et pendant la première et deuxième crise du détroit de Taïwan de 1954 et de 1958. En raison de cette haute revendication militaire, du personnel militaire stationné en masse avait créé une croissance démographique sans précédent dans le comté, où la population a atteint un pic de 17 088 habitants en 1971.
Après cette période, la population diminua année après année en raison du ralentissement de l'activité industrielle, qui provoqua une émigration de masse de jeunes en raison du manque d'opportunités professionnelles. Au cours de ces dernières années, la population du comté a progressivement augmenté grâce à l'immigration et s'est stabilisée grâce à l'amélioration des moyens de transport entre l’île de Taïwan et les îles Matsu ainsi que des projets de construction de masse.

### Langues
Le mandarin est la langue officielle du comté de Lienchiang. La langue native des habitants des îles Matsu est le sous-dialecte du Fuzhou, appartenant au dialecte du Min oriental.

## Religion
Matsu, bien que nommé d’après la déesse Mazu, est écrit avec un caractère différent d'un ton différent. Mais les îles Matsu ne constituent pas le lieu de naissance de la déesse, incarnée sous la forme humaine de Lin Muoniang née sur l'île Meizhou,mais le lieu de sa mort: d'ailleurs, un port de mer porte son nom sur l’île Nangan. 
Le temple Matsu Nangan Tianhou (馬祖南竿天后宮), dédié à la déesse, contient le sarcophage de Lin Muoniang. Il n'est cependant pas aussi populaire que le temple de Meizhou.
La plupart des pèlerins taïwanais à Meizhou commencent leur voyage dans les îles Matsu parce qu’elles sont les territoires les plus proches de Meizhou contrôlées par la république de Chine, alors que Meizhou est administrée par la république populaire de Chine.

## Économie
À cause de son éloignement géographique, les activités manufacturières des Matsu ne se sont jamais pleinement développées. Parmi ces activités, l’industrie vinicole affilié à la distillerie des Matsu constitue le secteur le plus important. Les activités touristiques et de service demeurent toujours en voie de développement.
Cependant, la plupart des services reposent principalement sur la vente au détail et la restauration, répondant aux besoins de consommation du personnel militaire stationné sur les îles. Les produits issus du secteur agricole incluent le riz, la canne à sucre, le thé et l'orange. Les animaux marins, tels que les poissons, palourdes et les méduses caractérisent également les produits les plus importants de l'industrie halieutique, principale industrie traditionnelle des îles Matsu. Toutefois, l'abondance en ressources des lieux de pêche s'est presque épuisée en raison de la pêche industrielle pratiquée par des bateaux de Chine continentale.
En juillet 2012, les résidents des îles Matsu ont voté en faveur de l'établissement de casinos, qui a ouvert le chemin à la perspective d'un développement de l'industrie du jeu dans le comté ainsi qu'à la mise en application d'une loi sur les jeux.

## Énergie et environnement

### Production d'électricité
Les îles sont alimentées par la centrale à diesel de Zhushan située dans le village de Cingshuei de la commune de Nangan d’une capacité de 15,4 MW et mise en service le 22 mars 2010. L'autre centrale est située sur l’île Xiju dans la commune de Juguang.

### Pollution
En règle générale, l'environnement des îles Matsu est encore bien préservé. La principale source de pollution provient des déchets ménagers. En revanche, les préoccupations actuelles concernent l’absence persistante d'un système moderne de traitement des eaux entraînant l'infiltration de déchets ménagers dans les eaux souterraines.

## Tourisme
L'une des activités économiques les plus prometteuses pour l’économie locale est le tourisme. Le gouvernement du comté de Lienchiang déploie beaucoup d’efforts pour attirer plus de visiteurs vers les îles Matsu, surtout parmi les étrangers,. En effet, les îles Matsu se démarquent par leurs sites historiques et leurs beaux paysages.

### Lieux d'intérêts touristiques
Nangan, la capitale des Matsu, se distingue par son tunnel de granit et le Fort de Fer.
Les tunnels de Beihai ont été creusés par l’homme. Ils ont été remarquables par leur temps, et de grands efforts ont été déployés pour leur construction. Le tunnel à Nangan a été construit en 1968. L’achèvement du Tunnel de Beihai a nécessité la mobilisation de milliers d’hommes. Le tunnel de 700 mètres se caractérise par une largeur de 10 mètres et une hauteur de 16 mètres. Achevé en 820 jours à l'aide de pioches, de pelles et d'explosifs, l'ouvrage a également coûté la vie à un peloton de soldats. Le tunnel fut considéré comme une zone militaire et ne fut pas ouvert au public avant 1990.
Le Fort de fer est situé sur la côte sud-ouest de l'île de Nangan. Niché sur une petite falaise, le lieu constitue un point vulnérable pour les attaques venant de l'extérieur et la contrebande de marchandises. C'est dans cet esprit de défense que le fort a été construit. Il est équipé de plusieurs salles de mitrailleuses et de pièces d'habitation rudimentaires. Il est actuellement ouvert au public, et bien que la plupart des équipements ont été enlevés du site, le fort rappelle l'image vivante de ce qu'il était pour les soldats auparavant.
Les musées des Matsu incluent le musée de la Culture Populaire des Matsu, le monument commémoratif de Chiang Ching-Kuo et le centre d'exposition du parc du mémorial de la Paix et de la Guerre.

### Réserve naturelle
Depuis 1990, le comté contrôle la réserve ornithologique des Matsu qui s’étend sur huit îles et îlots des communes de Nangan, Beigang et de Tongyin. Elle contient 30 espèces dans 15 ordres, composés surtout de goélands et de sternes. En 2000, quatre couples de sternes d'orient, en danger critique d'extinction, que l'on croyait déjà éteintes, ont été découvertes en nidification sur les îles Matsu, ce qui leur confère une importance mondiale concernant leur préservation.
Il existe également des espèces végétales endémiques telles que des mousses et des fougères qui ne se retrouvent pas ailleurs à Taïwan. Les cétacés se raréfient le long des côtes chinoises, mais ils y sont toujours présents : ainsi il est possible d'apercevoir fausses orques et marsouins aptères, généralement plus petits que les autres sous-espèces, dans ces zones. Il est exceptionnel de rencontrer ces deux sous-espèces dans cette zone où la région des îles Matsu représente la limite septentrionale pour l’une d'entre elles.

## Transport

### Par avion
Les îles de Nangan et de Beigan possèdent leurs propres aérodromes : l'aérodrome de Nangan et l'aérodrome de Beigan. Dongyin et Juguang (sur l'île de Xiju) hébergent des héliports qui ne fonctionnent que pendant l'hiver et la priorité est donnée aux résidents locaux pour qu'ils se rendent à Nangan. 

### Par bateau
Du fait que le principal aéroport est situé à Nangan, la voie maritime reste le principal moyen de transport entre les îles dans le comté. Deux liaisons en ferry s'effectuent vers la Chine continentale. L'une arrive au district de Mawei placé sous la juridiction de la ville de Fuzhou en partant du port de Fuao sur la commune de Nangan. Le voyage dure normalement 90 minutes à partir de Nangan. L'autre arrive à la localité de Huangqi (黄岐镇) dans le xian de Lianjiang en partant de la commune de Beigan. Le trajet dure seulement 20 minutes. 

### Par la route
En raison de leur taille, voyager en scooter s'avère un moyen de locomotion idéal pour se déplacer dans les îles principales de Nangan et de Beigang. Les deux îles ont un système de bus réguliers et les voyages en taxis s'avèrent également très économiques.